# Матко Миљевић
Матко Михаел Миљевић (енгл. Matko Mijael Miljevic; Мајами, 9. мај 2001) је амерички фудбалер који тренутно наступа за Уракан. Игра на позицији 
крилног нападача.
Миљевић је рођен у Мајамију на Флориди, где су се његови родитељи преселили из Аргентине крајем деведесетих година 20. века. Његов деда Антонио Миљевић је родом из Бањалуке у Босни, одакле је после 1945. године емигрирао у Аргентину.

## Успеси
Монтреал
- Првенство Канаде  (1) : 2021,[5] (финале: 2023)[6]